# Veľký Cetín
Veľký Cetín (bis 1927 slowakisch „Veľký Citýň“; deutsch Großzitin, ungarisch Nagycétény) ist eine Gemeinde im Westen der Slowakei mit 1607 Einwohnern (Stand 31. Dezember 2024), die zum Okres Nitra, einem Teil des Nitriansky kraj gehört.

## Geographie

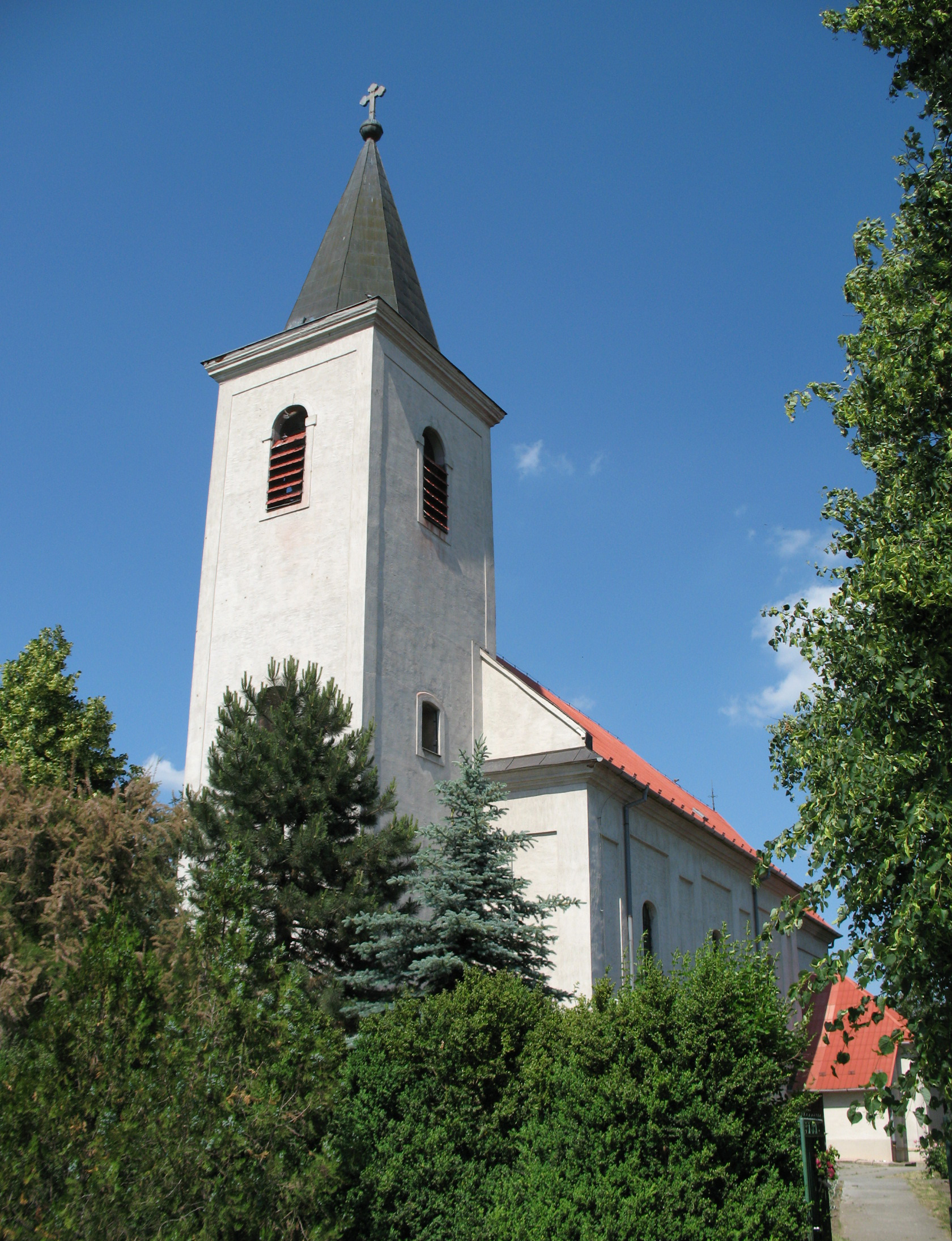
Kirche in Veľký Cetín

Die Gemeinde befindet sich am westlichen Rande des Hügellands Žitavská pahorkatina (Teil des Donauhügellands) am Unterlauf der Nitra. Das knapp 16,9 km² große Gemeindegebiet ist eben und leicht hügelig, entwaldet mit wenigen Überresten der Auwälder und von Schwarz- und Auenböden bedeckt. Das Ortszentrum liegt auf einer Höhe von 132 m n.m. und ist 16 Kilometer von Nitra entfernt.

## Geschichte
Archäologische Untersuchungen haben im Gemeindegebiet eine Siedlung der Latènekultur, eine Begräbnisstätte der Quaden sowie eine Slawensiedlung entdeckt. Der Ort selbst wurde zum ersten Mal 1239 als Cheten schriftlich erwähnt und gehörte gemäß den Urkunden zum Benediktiner-Kloster in Neutra, nach dem 16. Jahrhundert zum Erzbistum Gran, das das Dorf verschiedenen Edelmännern verpachtete.
Veľký Cetín wurde insgesamt viermal von den Türken niedergebrannt und zwar 1530, 1554 sowie zweimal im 17. Jahrhundert. 1715 hatte das Dorf Weingärten und 56 Haushalte, 1787 zählte man 157 Häuser und 847 Einwohner und schließlich 1828 137 Häuser und 961 Einwohner. Die Einwohner waren mehrheitlich in Landwirtschaft und Weinbau beschäftigt.
Bis 1918 gehörte der im Komitat Neutra liegende Ort zum Königreich Ungarn und kam danach zur Tschechoslowakei beziehungsweise heute Slowakei. 1938–1945 lag er auf Grund des Ersten Wiener Schiedsspruches noch einmal in Ungarn.

## Bevölkerung
| Jahr                | 1994 | 2004    | 2014    | 2024    |
| ------------------- | ---- | ------- | ------- | ------- |
| Anzahl der Personen | 1740 | 1692    | 1591    | 1607    |
| Unterschied         |      | −2,75 % | −5,96 % | +1,00 % |

| Jahr                | 2023 | 2024    |
| ------------------- | ---- | ------- |
| Anzahl der Personen | 1610 | 1607    |
| Unterschied         |      | −0,18 % |

Ergebnisse nach der Volkszählung 2001 (1724 Einwohner):
| Nach Ethnie: - 79,70 % Magyaren - 19,78 % Slowaken - 0,12 % Ukrainer | Nach Konfession: - 97,85 % römisch-katholisch - 0,81 % keine Angabe - 0,70 % konfessionslos - 0,35 % evangelisch |

## Bauwerke
- römisch-katholische Kirche im gotischen Stil aus dem Jahr 1307, 1692 umgebaut, 1776 erweitert
- Kapelle im spätbarocken Stil aus dem Jahr 1766